# Gerrhonotus farri
Gerrhonotus farri là một loài thằn lằn trong họ Anguidae. Loài này được Bryson & Graham mô tả khoa học đầu tiên năm 2010.